# Тирасполь (станция)
Тира́споль (укр. Тирасполь) — станция и главный железнодорожный вокзал Тирасполя. Действует в дальнем сообщении. Станция относится к Приднестровской железной дороге.

## История
В 1846 году бельгийский инженер Зюбер начал разработку первоначального проекта железной дороги между Одессой, Тирасполем и Парканами. Строительство железнодорожной ветки к Тирасполю началось во второй половине 60-х годов XIX века. В 1867 году была проложена железная дорога от станции Раздельная до станции Тирасполь, благодаря чему Тирасполь стал первым городом региона, соединённым прямым путём с Одессой. К концу 1867 года в Тирасполе был построен железнодорожный вокзал, а в 1870 году — построена железная дорога к Парканам.
Начало XX века — пассажирское движение занимает все более важное место в железнодорожном сообщении региона; на Одессу и Кишинев через Тирасполь идут поезда разных классов — почтовые, товарно-пассажирские, курьерские.
В апреле 1944 года — вокзал в Тирасполе сожжен отступающими немецко-румынскими войсками; стал одним из первых восстановленных после освобождения города объектов.
Сейчас, по причине неурегулированности отношений между Молдавской железной дорогой и Приднестровской железной дорогой с 2006 года через вокзал Тирасполя круглогодично проходит только скорый поезд № 65 «Москва — Кишинёв», а в летние месяцы — поезд «Саратов — Варна». С 1 октября 2010 года возобновилось курсирование поезда № 641\642 «Кишинёв-Одесса» в связи с некоторой урегулированностью ситуации между Приднестровьем и Молдавией.
С декабря 2011 года по станции Тирасполь на короткое время пускается дополнительный российский поезд № 595/596 Москва — Кишинёв. Поезд курсирует по указанию РЖД. Этот состав проезжал через Тирасполь с 24 декабря по 31 декабря 2011 года, 2 января и с 25 декабря 2012 года по 31 декабря 2012 года, а также 1 и 2 мая 2013 года. Следующий запланированный период работы состава — с 26 по 31 декабря 2013 года.
В 2013 году была проведена реконструкция привокзальной площади, где уложили новую плитку, также заменили асфальт на перроне. Планируется по всему вокзалу установить новую подсветку, которая будет работать и днём. В то же время будет произведен ремонт главного здания. В этом же году состоялась театрализованная историческая реконструкция визита в Тирасполь в 1914 году Николая II. На территории вокзала была открыта и освящена мемориальная доска в память о пребывании в Тирасполе российских императоров. Летом 2014 года была завершена реконструкция фасада вокзала, стены здания были облицованы современным материалом, заменены буквы названия станции, обновлена подсветка и светодиодные часы, а также были сохранены первоначальные архитектурные особенности.
Поезда перестали курсировать в сторону Одессы с начала пандемии COVID-19, а в 2022 году после начала войны на Украине логистика также перестала работать.

## Движение поездов по станции
- 065 Москва — Кишинёв (РЖД)
- 066 Кишинёв — Москва (РЖД)
- 051 Саратов — Варна (РЖД) сезонный
- 052 Варна — Саратов (РЖД) сезонный
- 642 Кишинёв — Одесса (ЧФМ)
- 641 Одесса — Кишинёв (ЧФМ)
- 595 Москва — Кишинёв (РЖД) дополнительный
- 596 Кишинёв — Москва (РЖД) дополнительный[6]

## Галерея

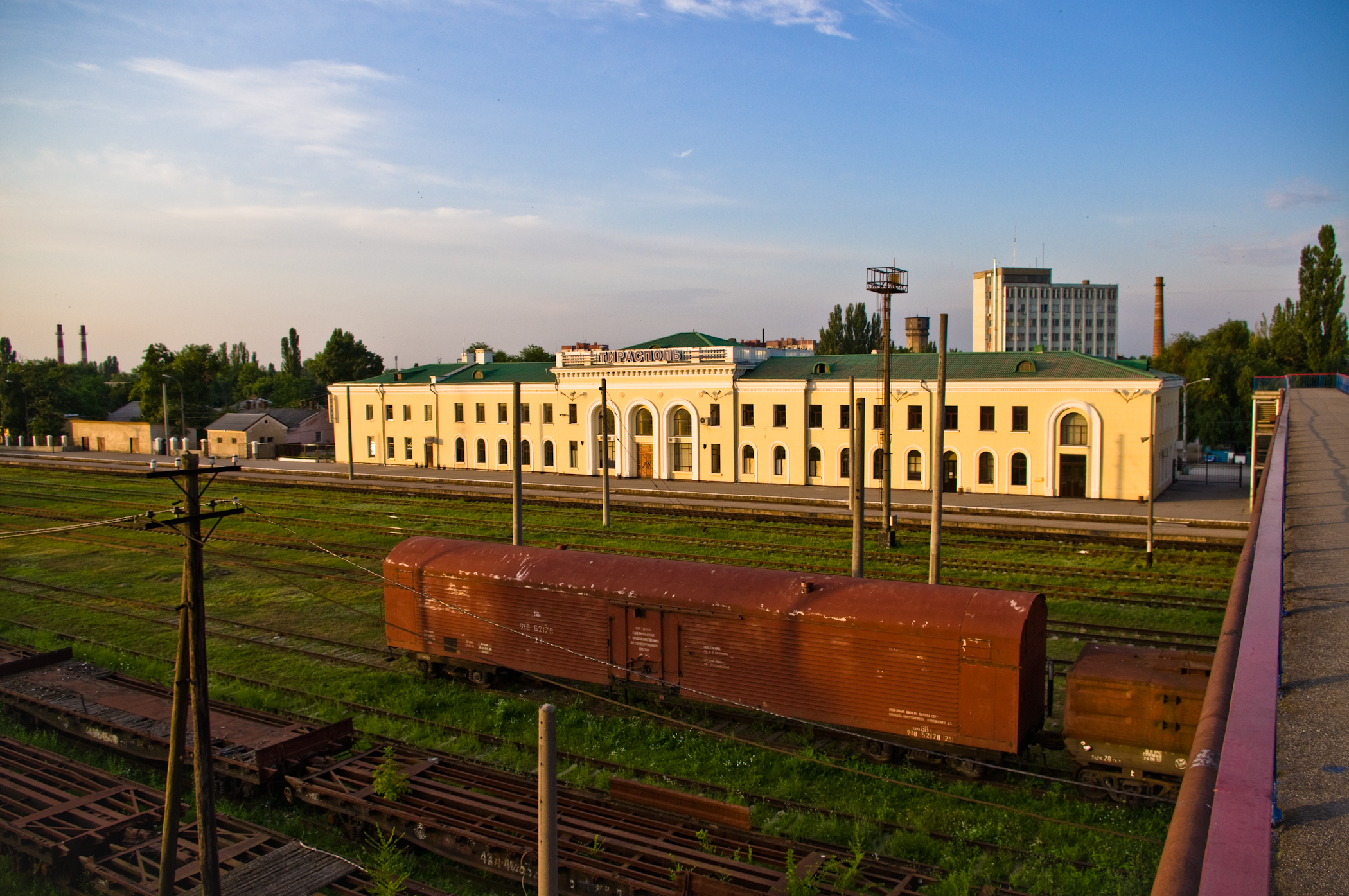
Станция Тирасполь
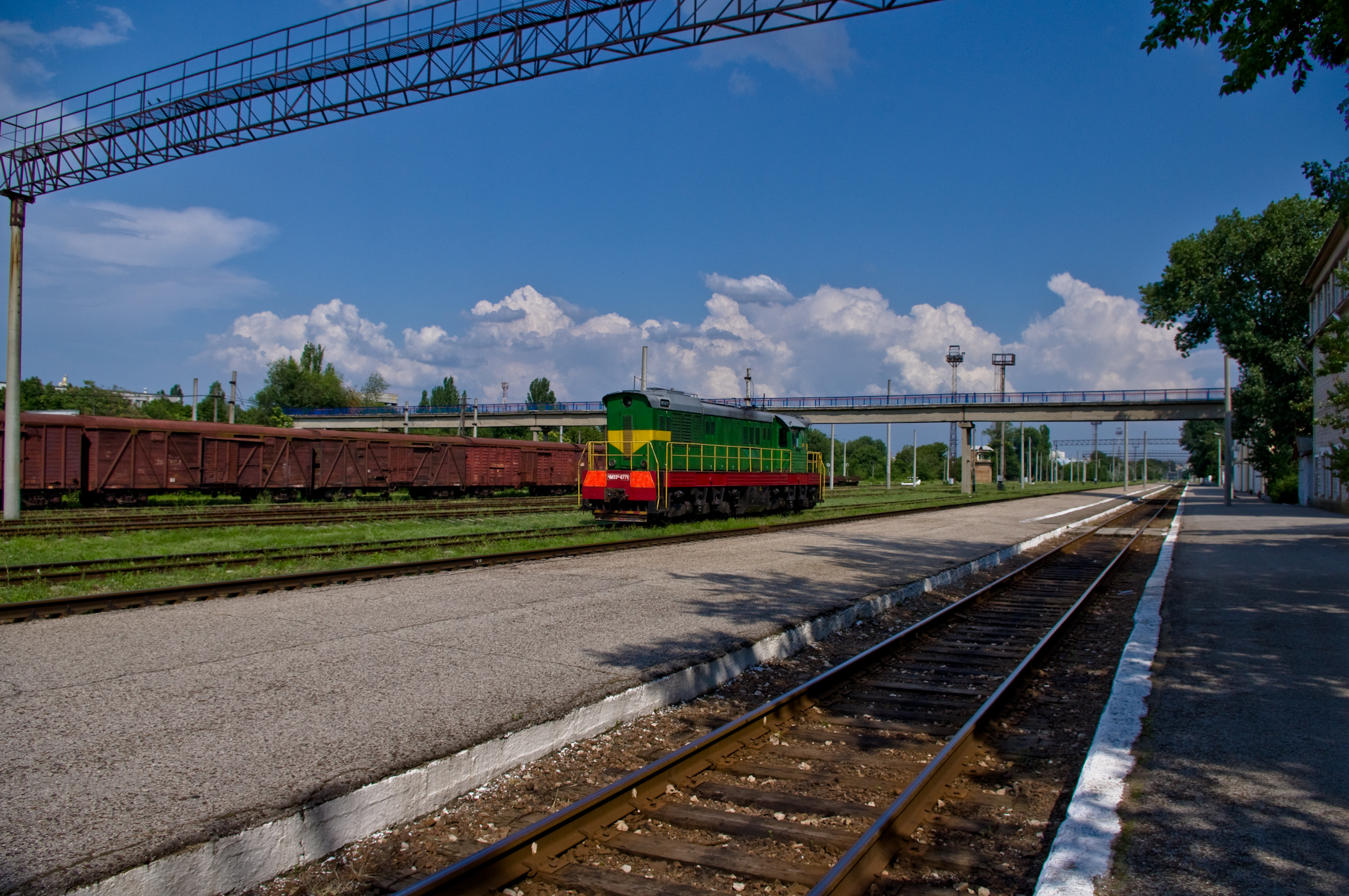
Станция Тирасполь летом
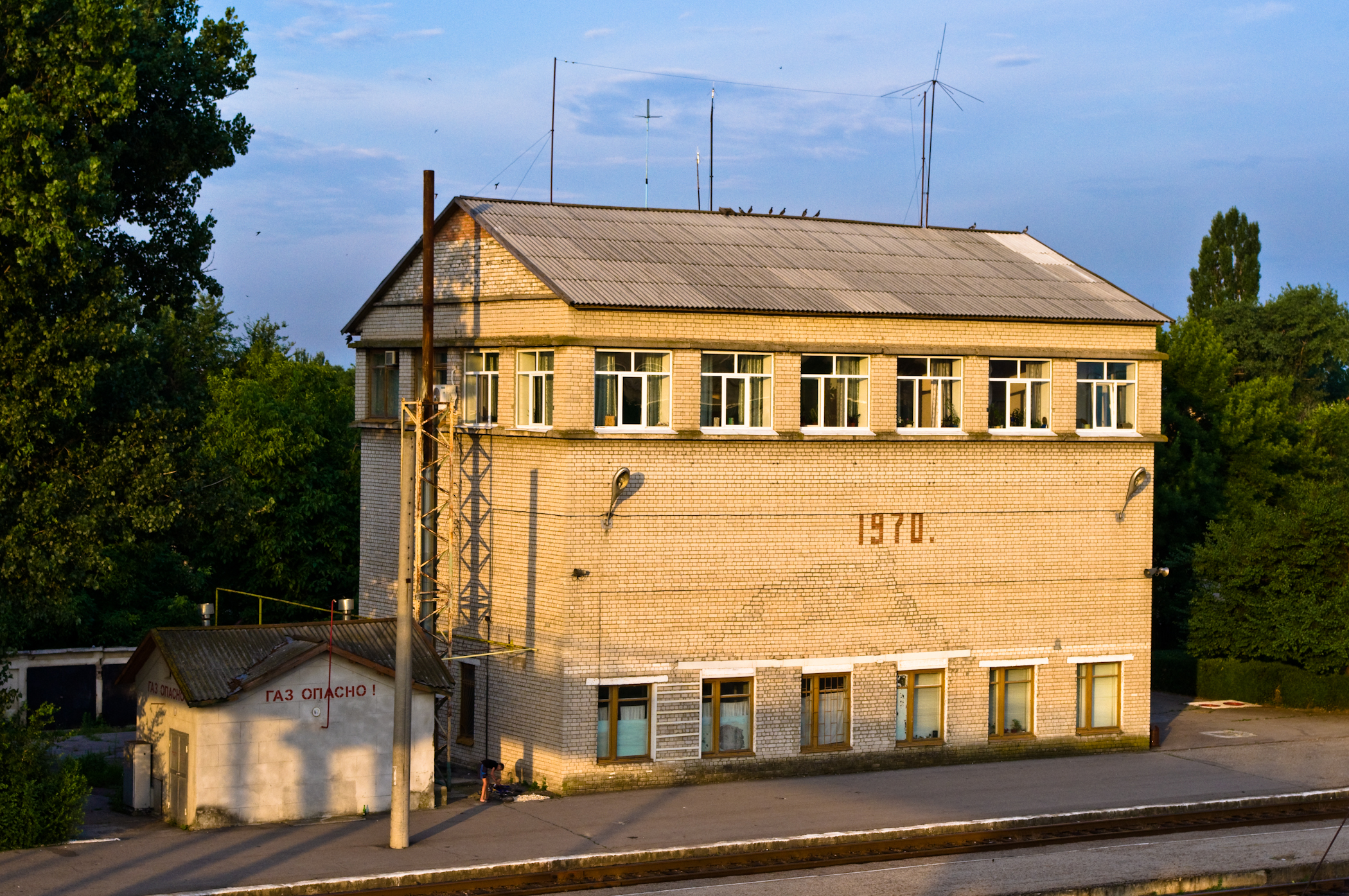
Диспетчерская
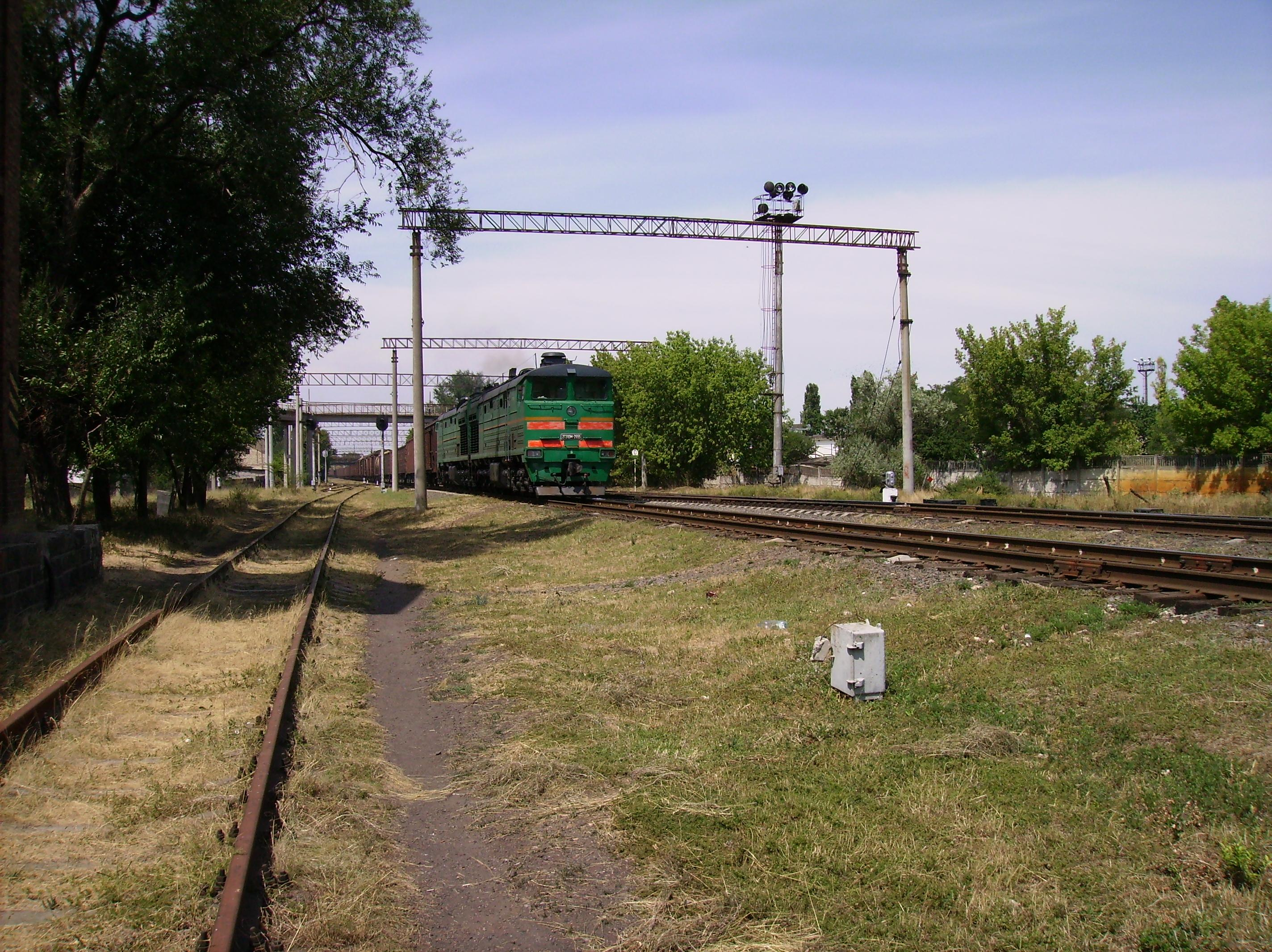
Тепловоз 2ТЭ10М
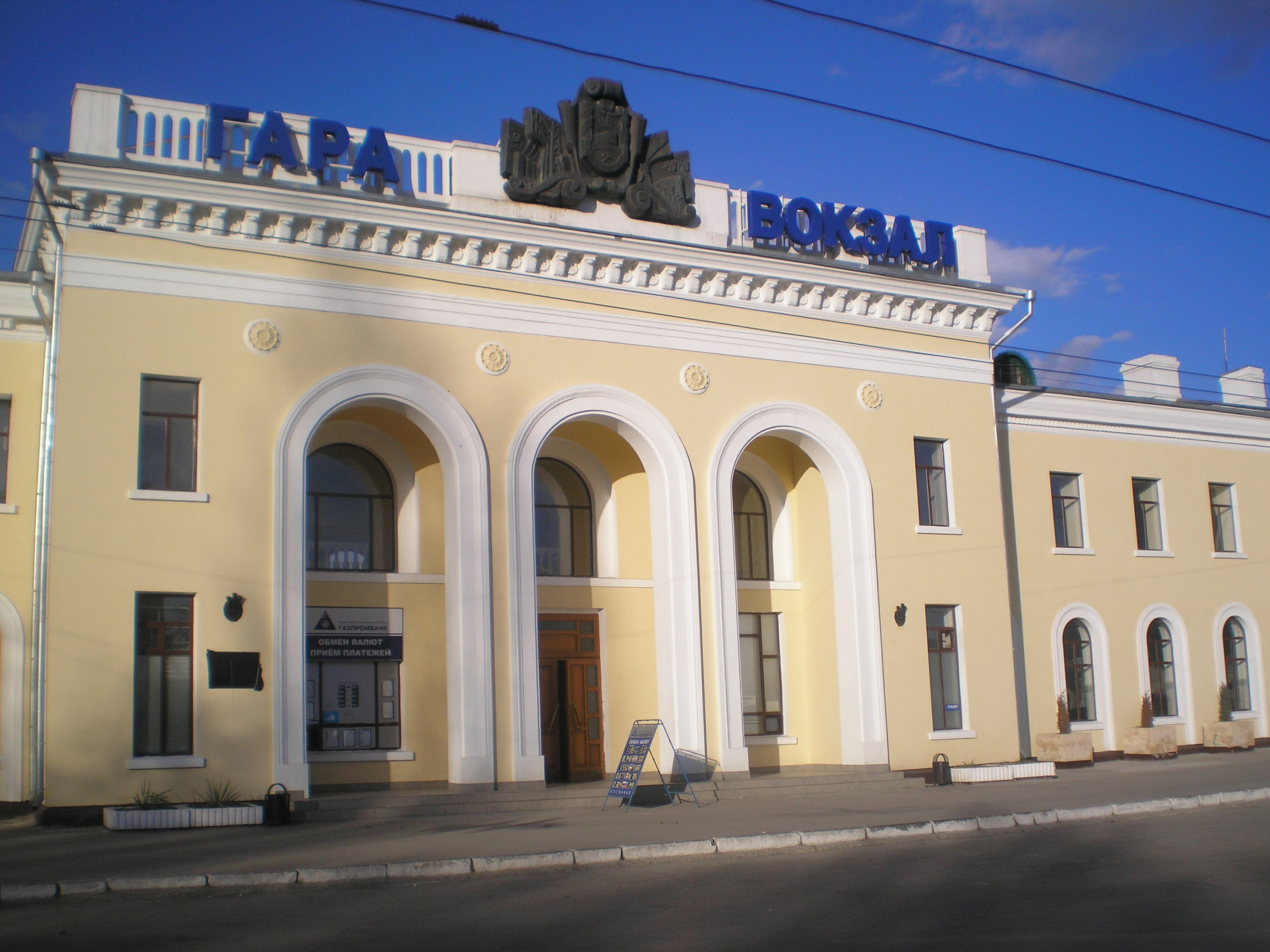
Вокзал
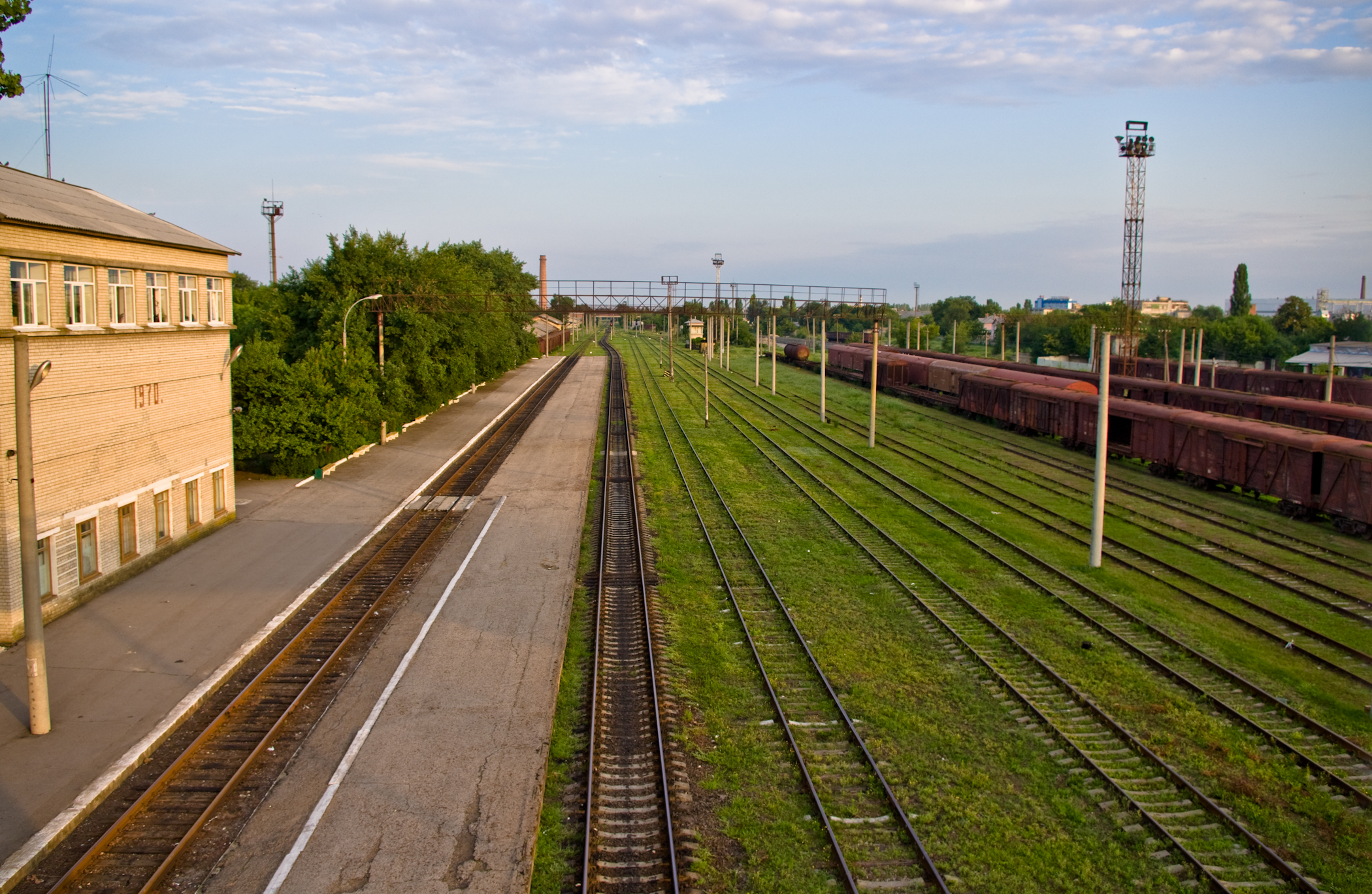
Пути